# Alberto Schieppati
Alberto Schieppati (* 7. Juni 1981 in Mailand) ist ein ehemaliger italienischer Skirennläufer. Seine Spezialdisziplin war der Riesenslalom. Er erreichte einen Podestplatz und weitere sieben Top-10-Platzierungen im Weltcup sowie zwei Top-10-Platzierungen bei Weltmeisterschaften und einen 15. Platz bei den Olympischen Winterspielen 2006.

## Biografie
Alberto Schieppati fuhr im Winter 1996/1997 die ersten FIS-Rennen. Nach mehreren Podestplätzen und seinem ersten Sieg im März 1999 kam er im Dezember 1999 zum ersten Mal im Europacup zum Einsatz. Erstmals punkten konnte er in dieser Rennserie im Februar 2001, Top-10-Platzierungen folgten ab 2002. Zweimal nahm Schieppati, dessen stärkste Disziplin schon von Beginn an der Riesenslalom war, an Juniorenweltmeisterschaften teil. Dabei erreichte er 2000 den siebten und 2001 den sechsten Platz in seiner Spezialdisziplin.
Im Weltcup startete Schieppati ausschließlich im Riesenslalom. Er debütierte am 9. Dezember 2001 in Val-d’Isère und gewann eine Woche später erstmals Weltcuppunkte mit Platz 15 auf der Gran Risa in Alta Badia – was für zwei Jahre sein bestes Weltcupergebnis blieb. Bei den Weltmeisterschaften 2003 in St. Moritz erreichte er den achten Platz. Das erste Top-10-Ergebnis im Weltcup erzielte Schieppati am 21. Dezember 2003 mit Platz acht in Alta Badia. Schließlich erreichte er im letzten Riesenslalom der Saison 2003/04 am 28. Februar 2004 in Kranjska Gora mit dem zweiten Rang hinter dem US-Amerikaner Bode Miller seinen ersten und einzigen Weltcup-Podestplatz, womit er Zwölfter im Riesenslalomweltcup wurde. Im nächsten Winter konnte er an diese Ergebnisse nicht anschließen. Er fuhr in keinem Rennen unter die schnellsten zehn und fiel auf Rang 31 im Disziplinenweltcup zurück. Steigern konnte er sich wieder in der Saison 2005/06, in der er dreimal Zehnter wurde, und in der Saison 2006/07, in der er mit einem siebten Platz in Hinterstoder als bestes Ergebnis den 14. Platz im Riesenslalomweltcup erzielte.
Nachdem Schieppati 2005 nicht an den Weltmeisterschaften in Bormio teilgenommen hatte, aber in jenem Jahr den Riesenslalom der Militär-Skiweltmeisterschaft in Predeal gewonnen hatte, startete er 2006 bei den Olympischen Winterspielen in Turin, bei denen er 15. im Riesenslalom wurde. Bei den Weltmeisterschaften 2007 in Åre erreichte er den fünften Rang. Die nächsten beiden Jahre verliefen wieder weniger erfolgreich. Zu Beginn der Saison 2007/08 erzielte er mit Platz neun in Sölden sein letztes Top-10-Ergebnis im Weltcup, sonst kam er in diesem Winter nur noch einmal unter die schnellsten 20. In der Saison 2008/09, die er im Januar vorzeitig beenden musste, konnte er nur einmal punkten.
Im Winter 2009/10 gelangen Schieppati wieder regelmäßig Platzierungen unter den schnellsten 20. Mit einem elften Platz in Val-d’Isère als bestes Ergebnis belegte er Rang 15 im Riesenslalomweltcup. Für die Olympischen Winterspiele 2010 wurde er jedoch nicht nominiert. In der Saison 2010/11 startete Schieppati nur im nach dem ersten Durchgang abgebrochenen Auftaktrennen in Sölden. Im November beendete er krankheitsbedingt die Saison. Er litt seit längerem am Epstein-Barr-Virus, dem Verursacher des Pfeiffer-Drüsenfiebers. Zu Beginn der Saison 2011/12 nahm er in Sölden noch einmal an einem Weltcuprennen teil, doch zwei Wochen später gab er auf Grund seiner Viruserkrankung, die ihm kein normales Training mehr erlaubte, seinen Rücktritt bekannt.

## Erfolge

### Olympische Winterspiele
- Turin 2006: 15. Riesenslalom

### Weltmeisterschaften
- St. Moritz 2003: 8. Riesenslalom
- Åre 2007: 5. Riesenslalom

### Weltcup
- 1 Podestplatz und weitere sieben Top-10-Platzierungen

### Europacup
- 3 Platzierungen unter den besten fünf, davon 1 Sieg:

| Datum            | Ort      | Land        | Disziplin    |
| ---------------- | -------- | ----------- | ------------ |
| 18. Februar 2005 | Oberjoch | Deutschland | Riesenslalom |

### Juniorenweltmeisterschaften
- Québec 2000: 7. Riesenslalom, 55. Abfahrt
- Verbier 2001: 6. Riesenslalom

### Weitere Erfolge
- Militär-Weltmeister im Riesenslalom 2005
- Italienischer Juniorenmeister im Slalom 1998 und im Riesenslalom 2001
- Italienischer Vizemeister im Riesenslalom 2005
- 1 Podestplatz im Nor-Am Cup
- 4 Siege in FIS-Rennen